# Pyrausta triumphalis
Pyrausta triumphalis là một loài bướm đêm trong họ Crambidae.